# Nonagase Banka

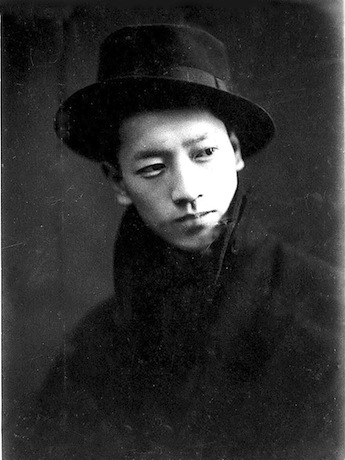
Nonagase Banka, 1914

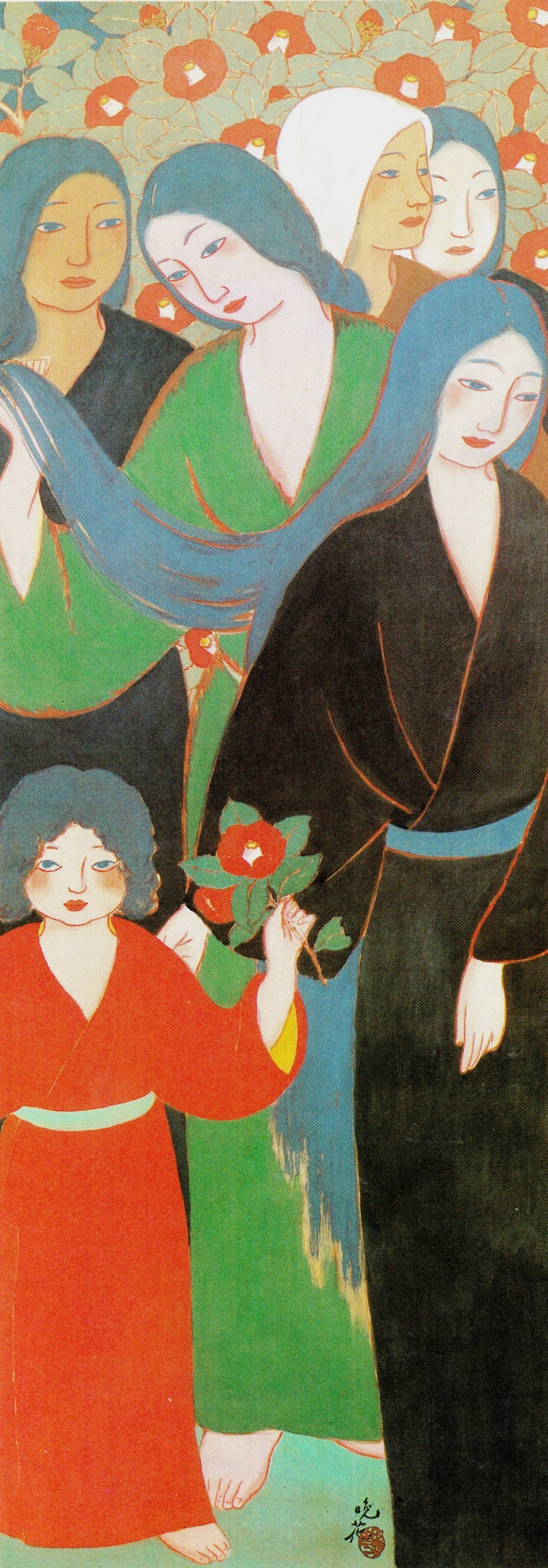
„Frauen von der Insel“, 1916

Nonagase Banka (japanisch 野長瀬 晩花, geboren 17. August 1889 in Chikano, Landkreis Nishimuro (Präfektur Wakayama); gestorben 31. März 1964) war ein japanischer Maler der Nihonga-Richtung während der Taishō- und Shōwa-Zeit.

## Leben und Werk
Nonagase Banka wurde in der Präfektur Wakayama in Chikano geboren, der heute Teil der Stadt Tanabe ist. Sein eigentlicher Vorname war Hiroo (弘男). Er ging nach Ōsaka, um unter Nakagawa Rogetsu (1859–1924), einem Vertreter der Maruyama-Schule, Malerei zu studieren. Danach ging er nach Kyōto, um sich unter dem Großmeister der Geschichtsmalerei, Taniguchi Kōkyō (1864–1915), weiter zu bilden. In Kyōto stellte er auch Bilder aus, befreundete sich mit den Malern Hada Teruo (1887–1945), Takehisa Yumeji und anderen. Dabei entfernte er sich von der Nihonga-Richtung und nahm Einflüsse der neueren Malerei auf.
Banka studierte dann an der Vorläufereinrichtung der heutigen Universität der Künste, Kyōto (京都市立芸術大学, Kyōto shirutsu geijutsu daigaku) und machte seinen Abschluss zusammen mit Tsuchida Bakusen, Murakami Kagaku und anderen. Er war 1918 beteiligt an der Gründung der „Nationalen Gesellschaft für kreatives Malen“ (国画創作協会, Kokuga sōsaku kyōkai). 1921 unternahm er mit Bakusen und weiteren Mitgliedern der Gesellschaft eine Europa-Reise, auf der er vom Postimpressionismus und allgemein von der westlichen Malerei beeinflusst wurde.
Nach der Auflösung der Nationalen Gesellschaft für kreatives Malen stellte Banka nicht mehr aus, illustrierte Bücher und gestaltete Bucheinbände. Von einer China-Reise brachte er Skizzen mit, die 1936 unter dem Titel „Malen an der Grenze der Nord-Mandschurei“ (北満国境線を画) publiziert wurden.
1948 gründete Banka in der Präfektur Nagano die Hakuen-Gesellschaft (白淡社), in der er Maler und Poeten der Gegend zusammenführte. Daneben setzte er seine malerische Tätigkeit fort.
Bankas Werke werden innerhalb der Präfektur Wakayama im Präfekturmuseum (和歌山県立近代美術館, Wakayama kenritsu bijutsukan), das 2014 eine Gedächtnisausstellung zum 50. Todestag veranstaltete, weiter im Städtischen Museum Tanabe (田辺市立美術館, Tanabe shiritsu bijutsukan) und in Kumano-kodō (熊野古道) aufbewahrt.

## Bilder

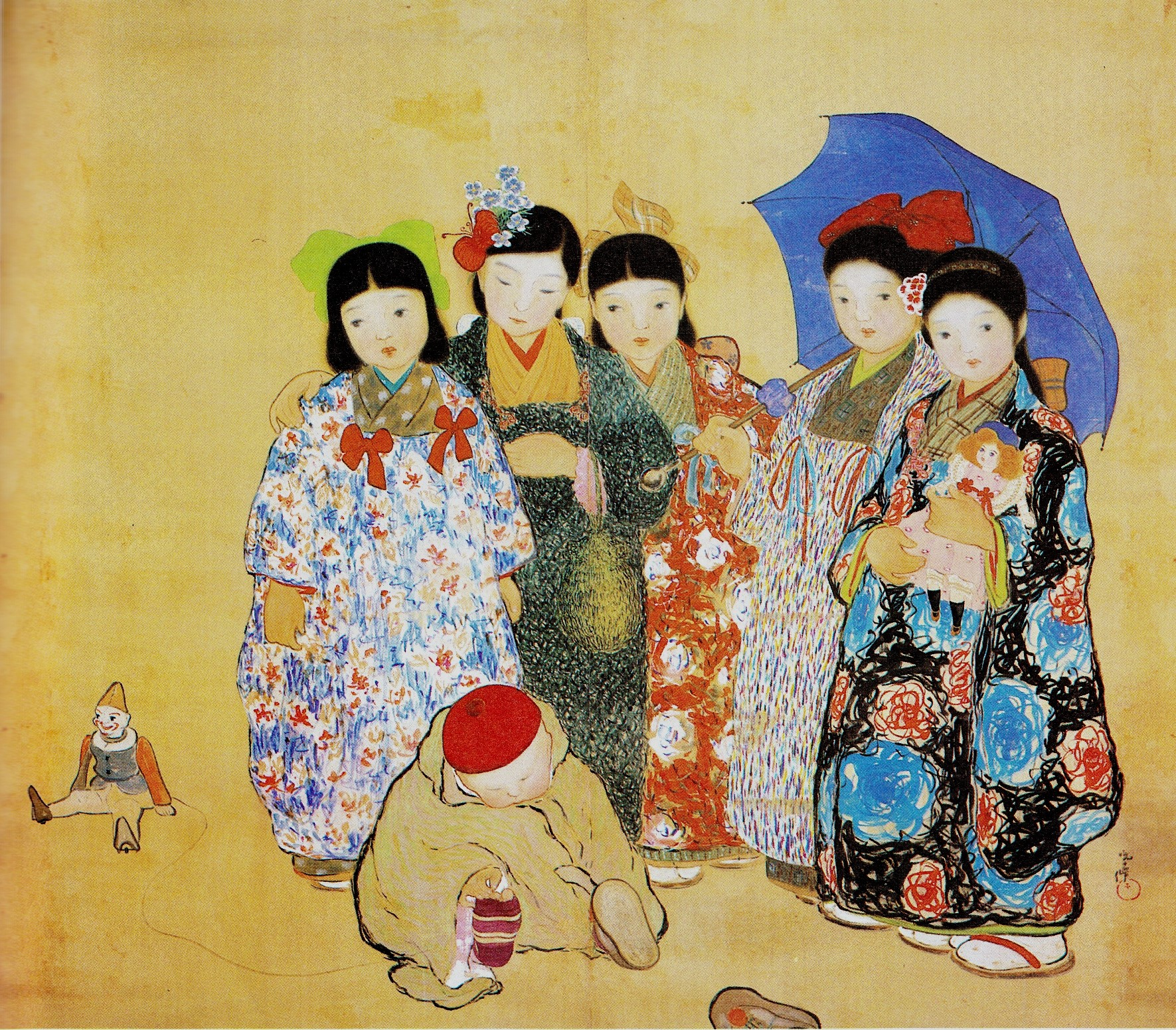
„Mädchen im Hifu (Mantel)“, 1911
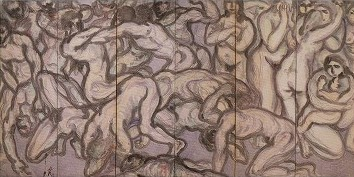
Leute, die in den Krieg ziehen, 1916
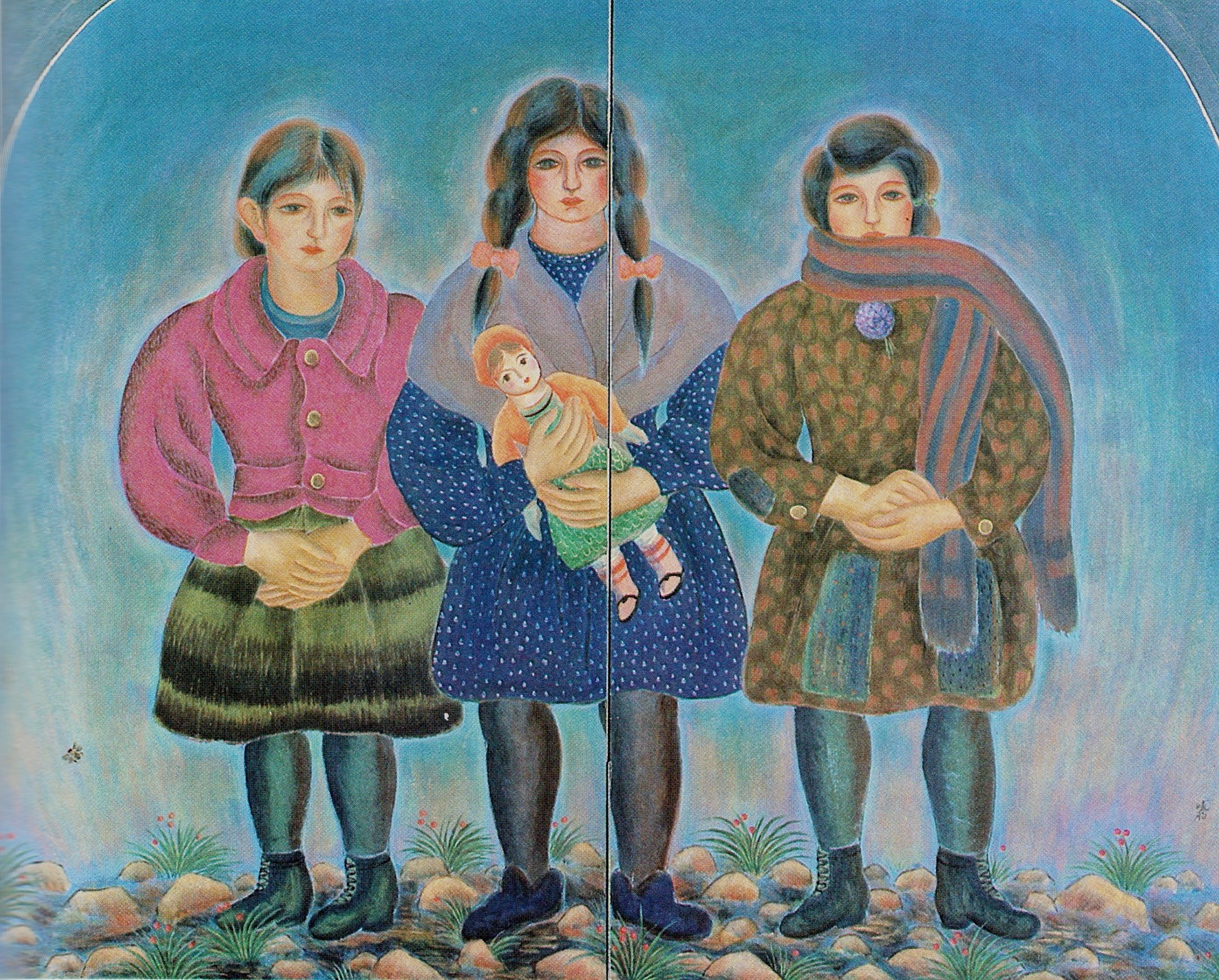
„Spanische Mädchen“, 1924
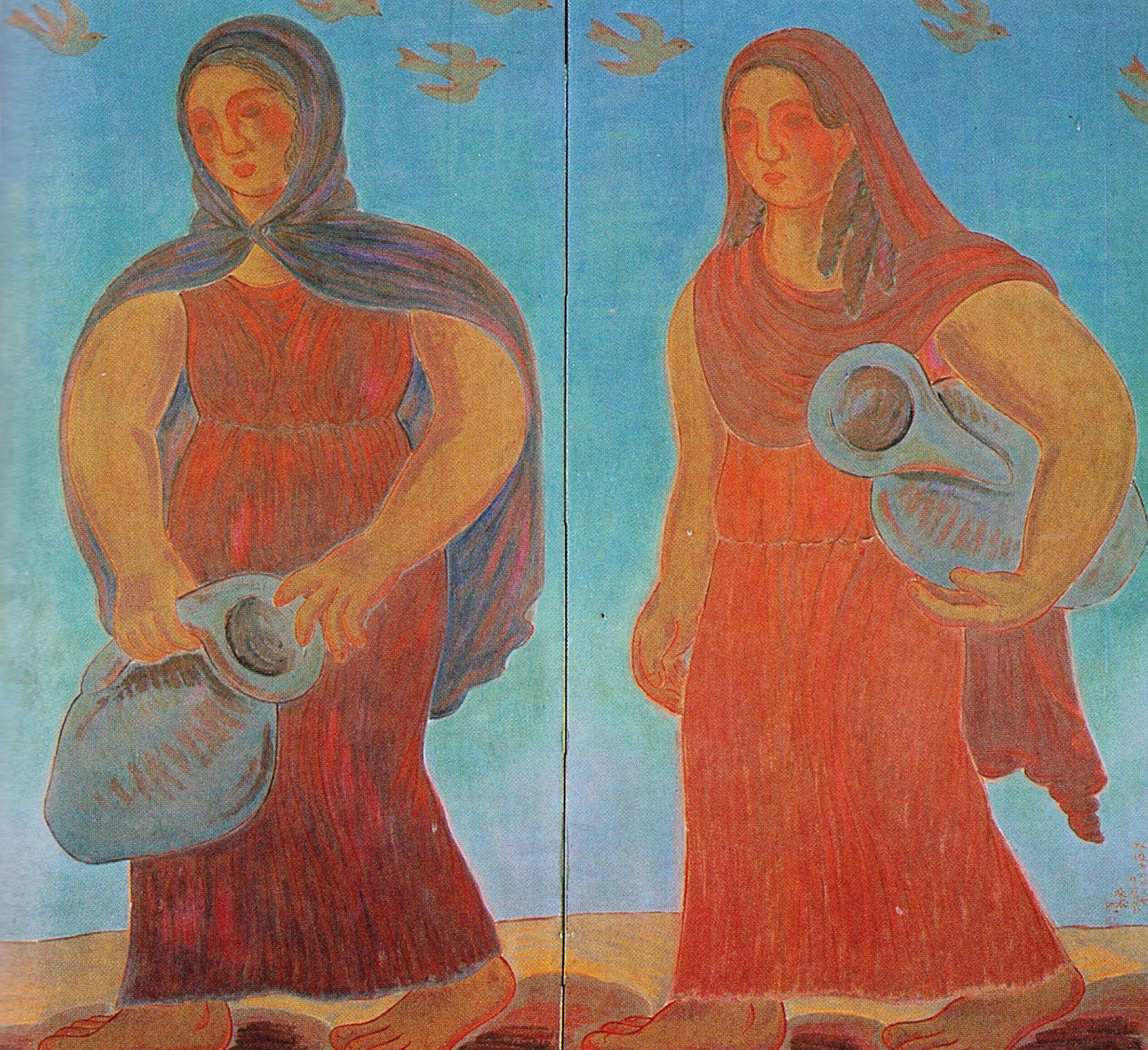
„Wasser holende Frauen“, 1925
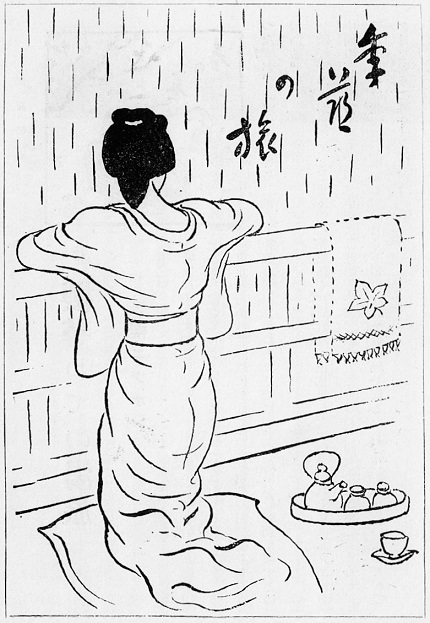
„Im Onsen“, 1937[A 1]
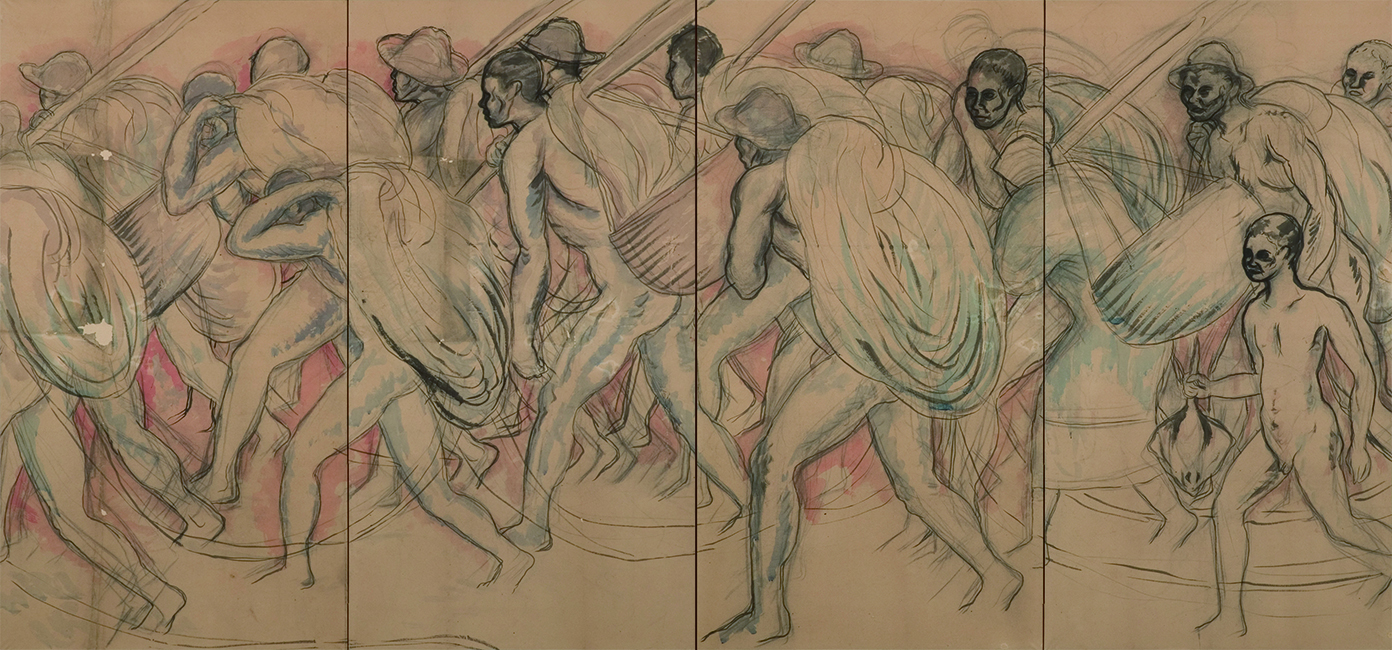
Heimkehrende Fischer, Vorzeichnung